# Артакуль
Артакуль (баш. Әртәкүл) — село в Караидельском районе Республики Башкортостан Российской Федерации. Административный центр Артакульского сельсовета.

## География

### Географическое положение
Расстояние до:
- районного центра (Караидель): 45 км,
- ближайшей ж/д станции (Щучье Озеро): 73 км.

## Население
| 2002 | 2009 | 2010 |
| ---- | ---- | ---- |
| 453  | ↘452 | ↗470 |

Национальный состав
Согласно переписи 2002 года, преобладающая национальность — русские (89 %).

## Религия
В селе есть православная церковь Положения Ризы Божией Матери.